# NGC 3125
NGC 3125 è una galassia nana irregolare di tipo magellanico situata nella costellazione della Macchina Pneumatica alla distanza di oltre 60 milioni di anni luce dalla Terra.
Si estende per circa 15.000 anni luce ed è una galassia starburst del tipo galassia blu compatta (BCGs). Le immagini riprese dal Telescopio spaziale Hubble mostrano la presenza di numerose giovani stelle blue calde nel nucleo della galassia. Queste stelle neoformate sono raccolte in cluster tra i quali spicca quello denominato NGC 3125-A1 formato da stelle del tipo Wolf Rayet, ammasso che al momento risulta il maggiore conosciuto nell'Universo locale.
Inoltre NGC 3125 mostra numerosi ammassi globulari, gruppi compatti di centinaia di migliaia di stelle antiche che orbitano intorno alla galassia.